# 울프 캅
《울프 캅》(Full Eclipse)은 미국에서 제작된 안소니 힉콕스 감독의 1993년 공포 영화이다. 마리오 반 피블스 등이 주연으로 출연하였고 피터 에이브람스 등이 제작에 참여하였다.

## 출연

### 주연
- 마리오 반 피블스
- 팻시 켄짓

### 조연
- 안소니 존 데니슨
- 제이슨 베게
- 폴라 마샬
- 존 베리아

## 기타
- 공동제작: 톰 패트리시아
- 미술: 그레고리 멜튼
- 의상: 마리 클레어 한난
- 배역: 카렌 헨델

## 한국어 더빙 성우진(KBS)
- 김준 - 맥스(마리오 반 피블스)
- 이향숙 - 케이시(팻시 켄짓)
- 최병상
- 오인성